# توم ستون
توم ستون (بالإنجليزية: Tom Stone)‏ هو مصور أمريكي، ولد في 12 يوليو 1971.